# Ústřední jednota českých šachistů
Ústřední jednota českých šachistů (ÚJČŠ) byla jednotná organizace českých šachistů založená z iniciativy Václava Kautského 8. září roku 1905. Prvním starostou byl zvolen Antonín Kvíčala a jeho nástupcem se stal Bohumil Penížka.
Po vzniku samostatného Československa byla organizace 25. ledna roku 1919 přejmenována na Ústřední jednotu československých šachistů. Roku 1924 se ÚJČS stala zakládajícím členem FIDE.
ÚJČS pořádala sjezdy, turnaje o mistra Čech a Československa v šachu a udělovala až do roku 1952 tituly mistrů ÚJČŠ.

## Nástupnické organizace
Roku 1953, když se změnila organizační struktura československého sportu, byla ÚJČS zrušena resp. přejmenována na šachovou sekci Státního výboru pro tělovýchovu. V lednu 1957 vznikla šachová sekce ČSTV a 7. září roku 1969 byl ustaven Šachový svaz ČSTV, který ve styku se zahraničím vystupoval do roku 1993 pod názvem Československý šachový svaz.